# Arthrostylidium pubescens
Arthrostylidium pubescens är en gräsart som beskrevs av Franz Josef Ivanovich Ruprecht. Arthrostylidium pubescens ingår i släktet Arthrostylidium och familjen gräs. Inga underarter finns listade i Catalogue of Life.